# Sport i Östtyskland

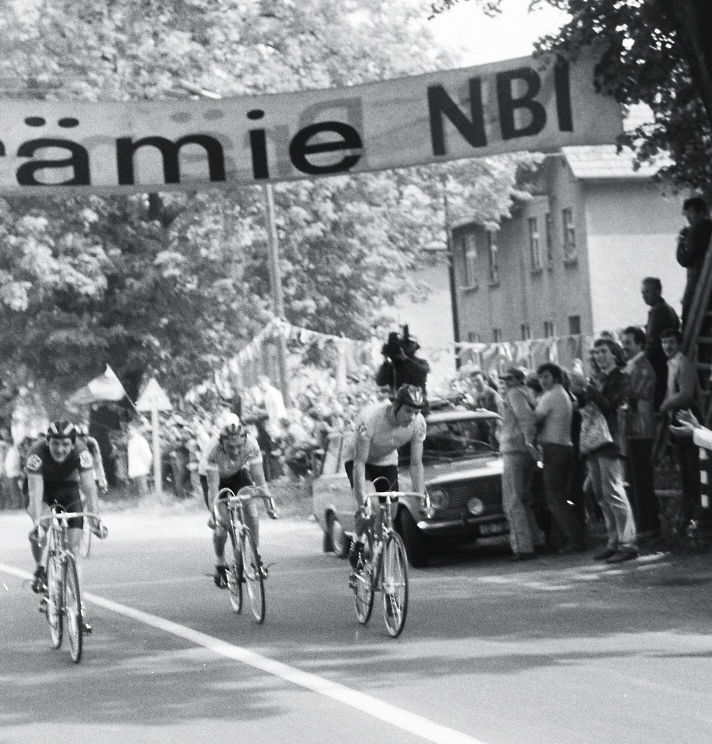
Fredsloppet på cykel i maj 1982.

Östtysklands regering satsade stora resurser på sport, och Östtyskland var så framgångsrika att de i olympiska spelen till och med kunde mäta sig i antalet medaljer med USA och Sovjetunionen främst inom simning och friidrott. 

## Breddidrott

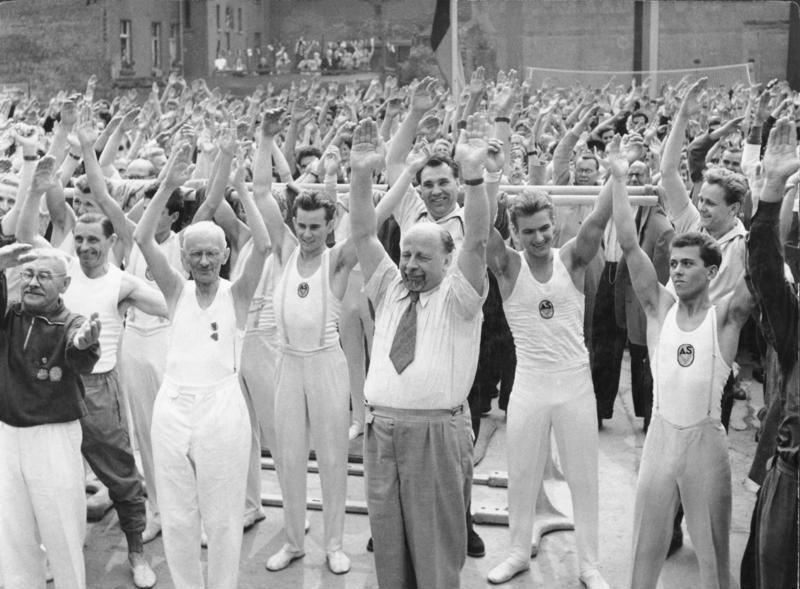
Walter Ulbricht vid Deutscher Turn- und Sportfest i Leipzig i augusti 1959

Breddidrotten kom att ha en hög status i DDR-samhället. I landets författning föreskrevs att man skulle stödja kroppskultur (Körperkultur) och idrott i skolor och ute i samhället (Volkssport). Här fanns en tanke att återanknuta DDR till den gamla arbetarsportrörelsen. DDR:s ledare Walter Ulbricht deltog själv i kampanjen "Jedermann an jedem Ort - einmal in der Woche Sport" och deltog i sportfester och lät sig filmas när han utövade skidsport och bordtennis. 
DDR:s breddidrott hade problem med avsaknad av idrottshallar och idrottsplatser eller att de var i dåligt skick. Man saknade också utrustning i stor utsträckning. Från 1969 valde man dessutom att satsa mer på elitidrottare än på bredden vilket ytterligare gjorde situationen sämre. Skolor och i förekommande fall även dagis blev platser där ett utbyggt system för talangscouting från statlig sida ägde rum för att utveckla elitidrottare från tidig ålder. Barn som ansågs ha talang för en sport kom att skickas till statliga institutioner, Kinder- und Jugendsportschule, en slags idrottsinternat. 
För barn kom breddidrotten att gestaltas genom återkommande tävlingar runt om i landet på skolor och inom distrikten. Här kom den viktigaste tävlingen att vara barn- och ungdomsspartakiaderna som arrangerades med start 1965 i regi av Deutscher Turn- und Sportbund (DTSB) och Freie Deutsche Jugend. Man skapade även Bummispartakiaden (för dagisbarn) och spartakiader för seniorer. Efterhand blev dess spartakiader mer och mer en del av den statliga politiska propagandan.

## Elitidrott

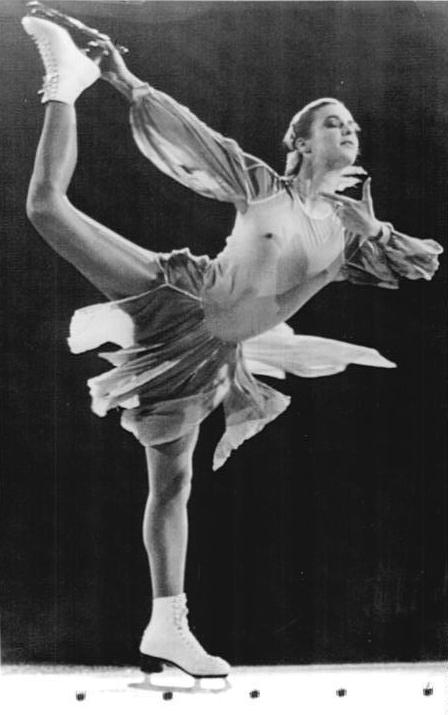
Katarina Witt i Washington i april 1987

Östtysklands vilja att tillhöra världseliten inom olika idrotter förde med sig en statlig satsning från 1950-talet och framåt. 1954 grundades ett antal så kallade sportklubbar (Sportclubs). I dessa föreningar satsades speciellt på elitidrottare. De världs- och europarekord som noterades av östtyska idrottare var framförallt inom simning, vintersport, cykling, friidrott och tyngdlyftning. Idrottare var en del i det statliga idrottssystem som skapats. Efter Tysklands återförening är överproportionellt många idrottsliga framgångar gjorda av personer med bakgrund i DDR. 
Målet för DDR:s statsledning var att stärka den egna befolkningens självbild, vinna prestige internationellt och att visa upp det socialistiska systemets överlägsenhet gentemot väst. Ett exempel är konståkerskan Katarina Witt som under 1980-talet tillhörde den absoluta världseliten med bland annat OS-guld 1988. Elitidrottarna sågs som diplomater i träningskläder av statsledningen. Inom elitidrotten kom även sportsoldater att spela framträdande roller med klubbarna Armeesportvereinigung Vorwärts (Nationale Volksarmee) och Sportvereinigung Dynamo (Stasi, Volkspolizei) som plats för idrott under proffsförhållandena.
Vid Deutsche Hochschule für Körperkultur und Sport, en högskola för kroppskultur och sport, studerade flera framgångsrika tränare och idrottare.

### Fotboll

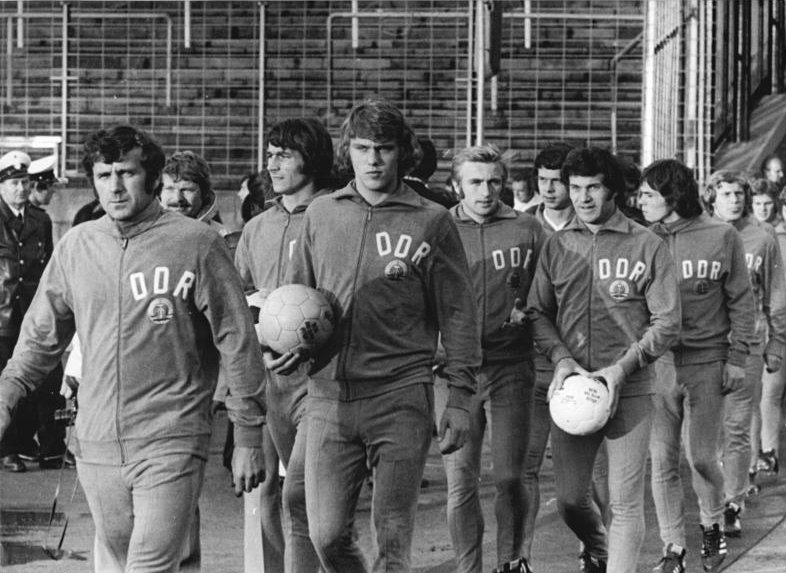
Östtysklands VM-trupp i fotboll 1974

Östtyskland vann sin enda spelade match mot Västtyskland med 1–0 efter ett mål av Jürgen Sparwasser i VM 1974 i Västtyskland, där dock västtyska landslaget blev världsmästare, vilket fick stor uppmärksamhet i både Väst- och Östtyskland. Östtyskland vann även den olympiska fotbollsturneringen i Montréal i juli 1976. Högstadivisionen i fotboll hette DDR-Oberliga. Deutscher Fussball-Verband der DDR var det östtyska fotbollsförbundet.

### Handboll
Östtyskland tillhörde världseliten i handboll på dam- och herrsidan. Östtysklands herrar blev olympiska mästare 1980 i Moskva. och Östtysklands damer blev världsmästare tre gånger.

### Vintersport
Östtyskland var även framgångsrikt i vintersport som rodel, bob, backhoppning, skidskytte och längdskidåkning. De flesta vintersportorterna i Östtyskland fanns i Thüringen, som även efter Östtysklands upplösning fortsatt vara ett populärt vintersportcentrum.
I ishockey hade Östtyskland ett landslag som oftast pendlade mellan A- och B-gruppen i VM. Mestadels höll man till i B-gruppen. Sista besöket i A-gruppen kom 1985.

## Avhopp till väst
När östtyska elitidrottare åkte på tävling tog vissa tillfället att fly Östtyskland genom att "hoppa av" till väst. Stasi räknade i sin statistik att över 600 idrottare valde att hoppa av under perioden 1952-1989. När en idrottare hoppade av försökte man genom påtryckningar att få personen att ändra sig. Man utsatte även familj och anhöriga för påtryckningar eller repressalier, till exempel genom att de miste sina jobb. När detta inte lyckades togs personen bort från bästalistor och rekordnoteringar i DDR. Personen kunde även retuscheras bort från lagfoton. Idrottare som misslyckades med sina flyktförsök från DDR eller misstänktes planera att fly utsattes för repressalier. Deras karriärer kunde stoppas och de utestängdes från utbildningar. Friidrottaren Karin Balzer flydde DDR 1956 men efter påtryckningar från Stasi återvände hon till DDR. Fotbollsspelaren Lutz Eigendorfs död är föremål för spekulationer om Stasi var inblandat. Eigendorf hade hoppat av till Västtyskland.

## Doping
Efter Berlinmurens fall i november 1989 och den tyska återföreningen i oktober 1990 visade det sig att man i Östtyskland bedrivit ett omfattande dopningsprogram där många av idrottarna kom att drabbas av bieffekter av den mörklagda dopningen; Östtyskland kallades skämtsamt Deutsche Doping Republik, efter förkortningen DDR, och vissa världsrekord inom friidrotten som innehas av tävlande för Östtyskland verkar förbli oslagbara. Östtysklands sportpolitik handlade inte enbart om systematisk doping, utan man hade ett mycket utbyggt system av elitskolor och tidig specialisering av idrottare.

## Större sportevenemang i Östtyskland
| Östtyska frimärken utgivna i samband med världsmästerskapen i cykling 1960. Bancyklingen avhölls i Leipzig och Karl-Marx-Stadt, medan landsvägsloppen gick på Sachsenring. |  | Östtyska frimärken utgivna i samband med världsmästerskapen i cykling 1960. Bancyklingen avhölls i Leipzig och Karl-Marx-Stadt, medan landsvägsloppen gick på Sachsenring. |
| Östtyska frimärken utgivna i samband med världsmästerskapen i cykling 1960. Bancyklingen avhölls i Leipzig och Karl-Marx-Stadt, medan landsvägsloppen gick på Sachsenring. |  | |

- Fredsloppet på cykel (årligen från 1952)
- Världsmästerskapet i handboll för herrar 1958
- Världsmästerskapen i ban- och landsvägscykling 1960
- Världsmästerskapen i skidskytte 1967
- Världsmästerskapen i orientering 1970
- Världsmästerskapet i handboll 1974